# Marc Lieb

Marc Lieb , född 4 juli 1980 i Bad Cannstatt, är en tysk racerförare.

## Racingkarriär
Lieb körde Formel Renault och Porsche Supercup innan han fick chansen att bli fabriksförare i GT-racing för Porsche 2003. Han har vunnit flera långlopp som Spa 24-timmars och Nürburgring 24-timmars och även segrar i Le Mans 24-timmars GT-klass.